# Großgerharts
Großgerharts ist eine Ortschaft und eine Katastralgemeinde der Marktgemeinde Thaya im Bezirk Waidhofen an der Thaya in Niederösterreich. Die Ortschaft hat 203 Einwohner (Stand 1. Jänner 2024). Bis Ende 1967 war Großgerharts eine eigenständige Gemeinde.

## Geografie
Das westlich der Zwettler Straße und nördlich der Waidhofener Straße liegende Dorf ist über die Landesstraße L8130 oder L8131 erreichbar. Durch das Dorf fließt der Sarningbach.

## Geschichte
Laut Adressbuch von Österreich waren im Jahr 1938 in der Ortsgemeinde Großgerharts ein Gastwirt, ein Schmied, ein Schuster, ein Tischler, ein Wagner und einige Landwirte ansässig.
Mit 1. Jänner 1968 wurden im Zuge der Niederösterreichischen Kommunalstrukturverbesserung die bis dahin selbständigen Gemeinden Großgerharts und Jarolden nach Thaya eingemeindet.